# Claude Gillingwater

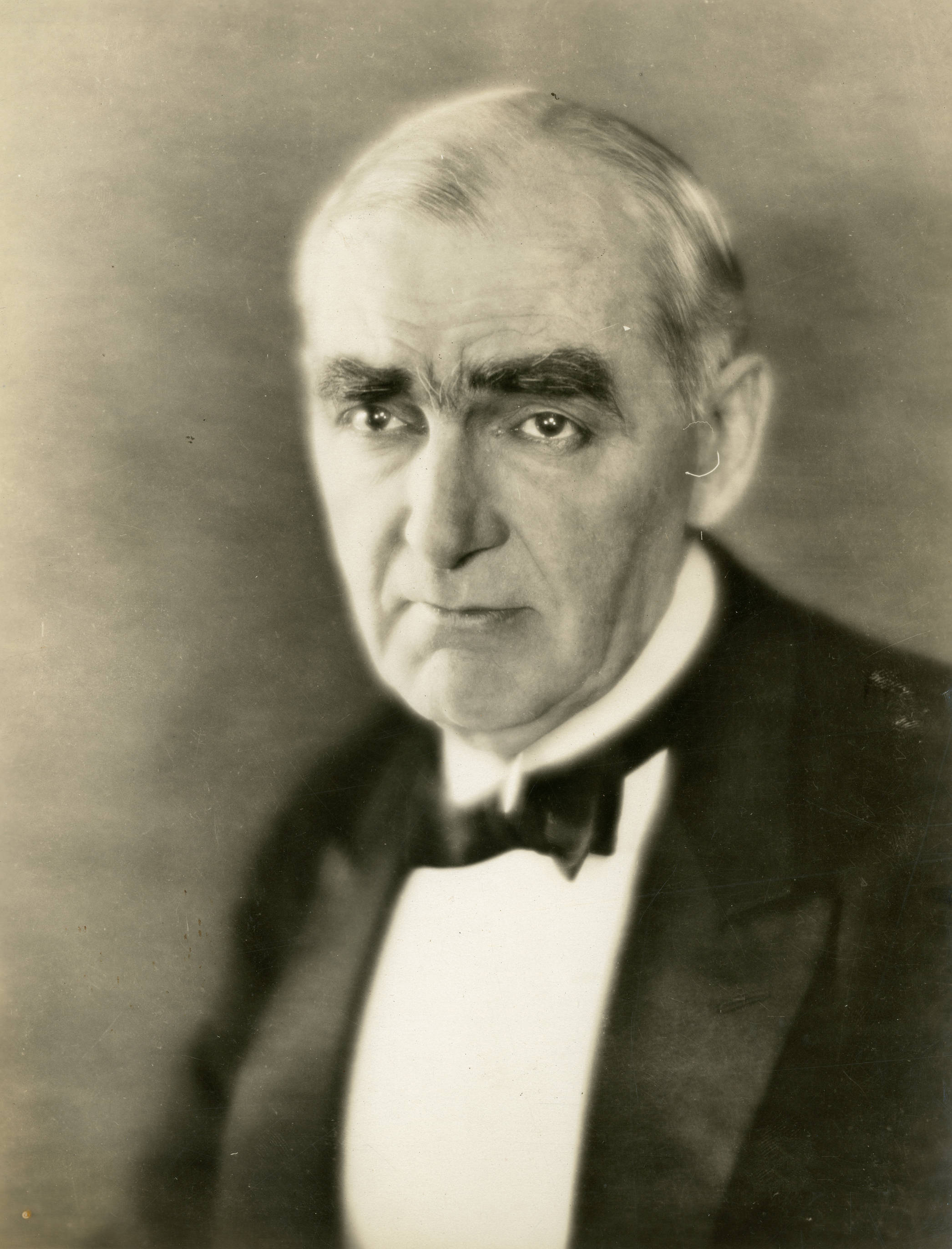
Claude Gillingwater (um 1924)

Claude Beton Gillingwater senior (* 2. August 1870 in Louisiana, Missouri; † 1. November 1939 in Beverly Hills, Kalifornien) war ein US-amerikanischer Schauspieler.

## Karriere und Leben
Der 1,88 Meter große Gillingwater studierte zunächst Jura wie sein Vater, brach das Studium aber ab. Er wurde dann Kaufmann und handelte unter anderem mit Essig. Nebenbei spielte er über Jahrzehnte Theater bei David Belasco. Der Stummfilmstar Mary Pickford entdeckte Gillingwater und engagierte ihn 1920 für die Rolle des Earl of Dorincourt in ihrem Film Der kleine Lord. Gillingwater wurde durch diese Rolle ein erfolgreicher Stummfilmschauspieler. 1923 spielte er in Three Wise Fools mit Eleanor Boardman die Hauptrolle; und im Film Wages for Wives spielte er den Vater von Jacqueline Logan. Meist verkörperte Gillingwater den reichen, aber eher grantigen oder depressiven älteren Herren. Auch nach Ende der Stummfilmzeit blieb Gillingwater in Nebenrollen auf der Leinwand zu sehen. In der aufwendigen Dickens-Verfilmung Flucht aus Paris (1935) mit Ronald Colman, Elizabeth Allan und Basil Rathbone spielte er einen Bankier und in Der Gefangene der Haifischinsel (1936) war er als Polizeichef zu sehen. Im selben Jahr hatte er einen schweren Unfall beim Dreh des Filmes Geheimnisvolle Passagiere, als er im Studio von einer Plattform fiel. Gillingwater konnte sich nur teilweise von den Verletzungen erholen, drehte aber weiter Filme, etwa Maria Walewska (1938) mit Greta Garbo.
Gillingwaters Frau Carlyn war 1937 an einem Herzinfarkt gestorben. Am 1. November 1939 wurde der 69-jährige Gillingwater von einem Bediensteten tot in einem Sessel seines Hauses gefunden. Als Todesursache wurde Suizid angegeben. Die Gründe dafür sollen der nie überwundene Tod seiner Frau oder seine gesundheitlichen Probleme gewesen sein. Er hatte einen Sohn, Claude Gillingwater Jr. (1911–1996), der ebenfalls Schauspieler wurde. Gillingwater wurde auf dem Prominentenfriedhof Forest Lawn Memorial Park in Glendale bestattet.

## Filmografie (Auswahl)
- 1921: Der kleine Lord (Little Lord Fauntleroy)
- 1923: Martyrium der Liebe (The Christian)
- 1923: Ein Mädchen und drei alte Narren (Three Wise Fools)
- 1923: Der Markt der Seelen (Souls for Sale) (Cameo)
- 1925: Ein Dieb im Paradies (A Thief in Paradise)
- 1925: Wir Modernen (We Moderns)
- 1925: Wages for Wives
- 1926: Laurel und Hardy: Diese Dame ist ein Kerl (45 Minutes from Hollywood)
- 1927: Der Benzinteufel (Fast and Furious)
- 1927: Stacheldraht (Barbed Wire)
- 1927: Susannes erstes Abenteuer (Naughty - But Nice)
- 1929: Stark Mad
- 1930: Illicit
- 1931: Kiss Me Again
- 1933: Ann Carver’s Profession
- 1934: You Can’t Buy Everything
- 1934: Broadway Bill
- 1935: Baby Face Harrington
- 1935: Mississippi
- 1935: Flucht aus Paris (A Tale of Two Cities)
- 1936: Der Gefangene der Haifischinsel (The Prisopner of Shark Island)
- 1936: Geheimnisvolle Passagiere (Florida Special)
- 1936: Blutiges Geld (Counterfeit)
- 1936: Süßer kleiner Fratz (Poor Little Rich Girl)
- 1936: Can This Be Dixie?
- 1937: Maria Walewska (Conquest)
- 1937: Auf den Dächern von New York (Top of the Town)
- 1938: Der Lausbub aus Amerika (A Yank at Oxford)
- 1938: Little Miss Broadway
- 1938: Millionärin auf Abwegen (There Goes My Heart)
- 1939: Cafe Society